# مایکل هادسون
مایکل هادسون (انگلیسی: Michael Hudson؛ زادهٔ ۱۹۳۹ (۸۵–۸۶ سال)) یک اقتصاددان، و پدیدآور اهل ایالات متحده آمریکا است.
کتاب" کشتن میزبان چگونه انگل های مالی و بدهی اقتصاد جهانی را نابود می کنند" ( killing the host : how financial parasites and debt destroy the global economy, 2015) 
توسط خسرو کلانتری و به ویراستاری یوسف صفاری ترجمه و در سال 1397 توسط نشر کلاغ منتشر شده است.